# 舊斯塔夫
50°29′20″N 24°48′13″E / 50.48889°N 24.80361°E
舊斯塔夫（烏克蘭語：Старостав），是烏克蘭的村落，位於該國西部沃倫州，由盧茨克區負責管轄，始建於1423年，面積7.3平方公里，海拔高度234米，2001年人口189，人口密度每平方公里25.89人。